# Cambria (フォント)
Cambria（カンブリア）とは、マイクロソフトによりWindows とOfficeに配布されている、アルファベットのセリフ体書体である。
2004年にオランダの書体デザイナー、ジェル・ボスマ (Jelle Bosma) によって設計され、スティーブ・マットソンとRobin Nicholasが入力を手伝った。これは本文テキストに適したセリフ書体として考えられたもので、小さく印刷されたり低解像度の画面に表示されても非常に読みやすく、空白と文字の比率が均等である。
これはClearTypeフォントの一部で、Windows Vistaでリリースされた複数のデザイナーによる一連の書体である。マイクロソフトのClearTypeテキストレンダリングシステムとうまく機能するよう設計されており、液晶モニターでテキストをより読みやすくするよう設計されたテキストレンダリングエンジンを反映している。同グループは全て大文字Cで始まっていて、他のフォントには、Calibri、Candara、Consolas、Constantia、Corbelがある。

## デザイン
対角線と垂直のヘアラインとセリフは比較的強いが、水平のセリフは小さくて、自らを際立させるよりもむしろ、1画の終わりを強調するものとなっている。この原則は、字体にて小文字がひしゃげるイタリック体で最も顕著である。そのような種類のフォントでは、デザインの特徴が平均よりも幾分か際立っている。この件について、ボスマはMonotypeウェブサイトのプロフィールで次のようにコメントしている「その書体の特徴の1つは、重い垂直セリフとヘアラインの対比にあり、これがフォントを頑丈に保ち、小さなサイズでのデザイン保持を確保する。それから比較的薄い水平線は、より大きなサイズで使用するときに書体が鮮明にくっきり残るよう工夫したものである」。それをボスマは「伝統的なスラブセリフ体との組み合わせ（ハイブリッド）」だと表現した。
多くのデザインの外見は、画面上でうまくレンダリングするにはやや濃淡ムラがあり、終止符（full stop）は丸というよりも正方形である。デザイナーはこのことから印刷文書での使用を避けるよう推奨している。デザイナーのマシュー・バターイックは、紙の上で魅力的とするには単調過ぎる、と述べている。ボスマはそれを小さく印刷されるべく設計した光学的なフォントサイズと比較して、「このデザインは古い金属活字（メタルタイプ・フォント）のようなものだ。当時はサイズごと独自の描画があり、それで同じデザインの大きなフォントに比べて小さなサイズは幅広でコントラストが低い。光学的補正なんです。この意味で、Cambriaは小さなサイズのフォントのようではあるが、ただし大きなサイズで使用してもよい。」とした。
他のClearTypeフォントと同様、ライニング数字とテキスト数字が用意されている。ライニング数字が初期設定で、サンプル画像に表示される。 

## Cambria Math
Cambria Math（カンブリア・マス）とは、タイムズ・ニュー・ローマン の後継として、数式や化学式といったテキストのために設計された変種である。TeXに触発されたOpenType-Mathの拡張を実装する最初のフォントとなっている。このプロジェクトはCambriaの開発が始まった時に、Agfa Monotype社のジェル・ボスマとTiro Typeworks社のロス・ミルズ（Ross Mills）の主導で計画され、3段階でCambria Mathが開発された。

## 有用性

通常、ボールド体 、イタリック体 、太字イタリック、のCambriaフォント。

Cambriaは、Windows Vista以降の全てのWindowsバージョン、Windows用Microsoft Office 2007以降の全てのMicrosoft Officeバージョン、Mac用Microsoft Office 2008、およびMicrosoft Office 2007ビューア＆コンバータ（閲覧＆変換ソフト）と共に配布されている。正規のCambriaとCambria Mathは、TrueType コレクション（TTC）ファイルとしてパッケージ化されている。OMMLがサポートされていないため、Microsoft Office 2008 for MacにはCambria Mathが含まれていない。そのため、Macintosh版のCambriaは単一のTTCファイルではなく、個別のTrueTypeフォント（TTF）ファイルとしてパッケージ化されている。
このフォントはCalibri、 Candara、 Consolas、Corbel、Constantiaと共に、Microsoft Excel ビューア、Microsoft PowerPoint ビューア、Windows用のMicrosoft Office互換機能パック、そしてMac用のOpen XMLファイルフォーマットコンバータと共に配布される。GNU やLinuxといった他のオペレーティングシステムでは、このフォントをウェブ上やクロスプラットフォームの用途でフリーウェアとして活用することはできない。
この書体は、エンドユーザーおよび家庭用電化製品のデバイスメーカーによる使用に関してAscender Corporation 社のライセンスを受けている。この書体はまた、Vista 8のフォントセットパッケージの一部として、プリンタ製造企業に対してはMonotype Imaging 社によるライセンスを受けている。

### Caladea
2013年、Google はChromeの一部として、ライセンスフリーなCaladea（カラデア） というフォントを公開した、これはCambriaとのメトリック互換（つまりレイアウト変更なしに文書内で置き換えが可能）がある。それは、アルゼンチンの字体製造社Huerta Tipográficaにより開発されたフォントCamboに基づいている。メトリック互換を有するとはいえCaladeaが対応する言語範囲は小さく、例えばキリル文字やギリシア文字には未対応で、合字や分数といった高度なタイポグラフィ機能も備えていない。

## 用途
Cambria Mathは、Microsoft Office 2007以降でOffice MathMLの式を表示するために使用される。
フリーの組版システムXeTeXとLuaTeXは、伝統的なTeX数式フォントの代わりとしてCambria Mathを直接使用することができる。
Cambriaは、GoogleのウェブアプリケーションのGoogle Drive Suiteで使用可能である。
- ほとんどの文書入力アプリケーションの初期フォントとして使用されている。